# Апаско-апоаланский миштекский язык
Апаско-апоаланский миштекский язык (Apasco Mixtec, Apasco-Apoala Mixtec language, Apoala Mixtec, Mixteco de Santiago Apoala, Northern Nochixtlán Mixtec, Santa María Apasco, Santiago Apoala) — миштекский язык, на котором говорят в штате Оахака к северу-северо-западу от городов Ндуаяко, Ночистлан, Сан-Мигель-Уаутла, Сан-Мигель-Чикауа, Санта-Мария-Апаско, Хокотипак и других в Мексике.